# 矢板大田原バイパス
矢板大田原バイパス（やいたおおたわらバイパス）は、栃木県矢板市から同県那須塩原市にかけて整備事業が進む国道4号バイパスである。
国土交通省により2019年度に事業化されるまで、栃木県では「（仮称）土屋バイパス」という名称も用いていた。

## 概要

### 道路諸元
- 起点 : 栃木県矢板市針生（土屋交差点）
- 終点 : 栃木県那須塩原市三区町（二区交差点）
- 延長 : 7.8 km
- 規格 : 第3種第1級
- 標準道路幅員 : 22.0 m
- 車線数 : 4車線
- 車線幅員 : 3.5 m
- 設計速度 : 80 km/h

### 概説
国道4号を南北に貫く栃木県では県都宇都宮市を中心に、その南側を新4号国道として2013年（平成25年）迄に全線6車線で整備され、また宇都宮以北でも北宇都宮拡幅や氏家矢板バイパスが整備された結果、埼玉県境から矢板市の東北自動車道矢板ICにかけて約65 km区間は連続しての高度移動が可能となっている。
これに対し、矢板市から大田原市・那須塩原市を経て那須町に至る国道4号現道の県北部分は一部を除いて往復2車線区間が続き、交通容量オーバーによる混雑・渋滞の発生やそれに伴う沿線環境の悪化、狭隘で線形不良な道路がもたらす交通事故の増加が課題となっている。
とりわけ当該約8 km弱の区間においては、県内有数の製造品出荷規模を誇る野崎工業団地を擁し矢板ICまで僅かな距離にありながら、渋滞により定時制が担保されない等その立地を十分に活かし切れておらず、また県内農業出荷額の60 %を占める那須塩原市・大田原市においては出荷時の物流非効率が、鮮度が重視される生鮮食品の競争力低下を招いている現状がある。加えて、県北地域唯一の三次医療施設であり栃木県災害拠点病院にも指定されている那須赤十字病院への搬送時に多くの救急車が国道4号を利用しているため、混雑・渋滞時には搬送30分圏人口が約9.2 %減少するなど国道4号現道の現状を踏まえた域内交通網の再構築は喫緊の課題となっている。
このバイパスはそういった問題を解消すると同時に、隣接区域で事業が進められている矢板拡幅（2015年度事業化）や西那須野道路（2006年度事業化）と一体的に栃木県北部のネットワークの根幹をなす事を目的として事業が進められており、この整備によって栃木県のほぼ全域をカバーする国道4号の広域バイパスが完成し、東北自動車道の混雑時や通行止の際にも迂回路としての役割を果たす事が期待されている。

## 沿革
この道路を整備するに当たり2014年（平成26年）と2015年（平成27年）、主に矢板・大田原・那須塩原の地域住民や関係団体を対象としたアンケートが1度ずつ実施された。初回は道路整備の必要性に対するアンケート、2回目はルートを中心とする整備方針に関するものであった。
1回目のアンケートでは殆どの回答者が渋滞や通行止などで現道に問題ありと考えている意向が確認され、約90%が新たな道路整備など何らかの改善策が「必要」「どちらかと言えば必要」との回答であった。とりわけ箒川を跨ぐ野崎橋に通行障害が生じた際に大掛かりな迂回を余儀なくされているとの意見が多く寄せられた。
2回目のアンケートでは現道を4車線化拡幅する案と、箒川及び石上小学校周辺でバイパスを整備し残りの区間は現道を拡幅する案とを比較するものであり、こちらの回答では、ルート選定に当たり重視すべき事項として「交通混雑の緩和に資する道路である事」「災害時に強い緊急輸送道路である事」という意見が多数を占めた。
こうした沿線住民や企業の意向を踏まえ、国土交通省宇都宮国道事務所では概略ルートや構造の検討を進め、「箒川渡河部から石上小周辺をバイパス整備し、残りの区間は現道2車線を拡幅する案」を選定した。この案は有識者らで構成される国交相諮問機関の社会資本整備審議会（道路分科会関東地方小委員会・3回目）でも了承され、その後は宇都宮国道事務所による測量や道路の詳細設計、環境影響評価等の手続きが行われた。
2017年（平成29年）11月からは併せて都市計画変更の手続き（説明会の開催、変更案の縦覧等）も進められ、2018年（平成30年）11月にはバイパスの整備計画に沿うよう都市計画が変更された。
更に2019年（平成31年）3月12日には、道路整備開始に向けた最終的な審議の場となる社会資本整備審議会にて新規事業貫の是非が議られ、総事業費323億円に対し総便益が642億円（B/C=2.0）と見込まれる事や沿線自治の要望が強い事、都市計画の変更など整備事業に向けた環境が整っている事等から、翌年度の新規事業化が妥当と判断された。宇都宮国道事務所に拠れば事業初年度となる2019年度は約5000万円の事業費が当てられて地形測量を実施するとしている。
2024年（令和6年）2月9日に都市計画事業の承認及び認可が告示された